# Marmaroplegma paragarda
Marmaroplegma paragarda är en fjärilsart som beskrevs av Hans Daniel Johan Wallengren. Marmaroplegma paragarda ingår i släktet Marmaroplegma och familjen Eupterotidae. Inga underarter finns listade i Catalogue of Life.